# Sephanoides
Genre
Sephanoides est un genre d'oiseaux-mouches (la famille des Trochilidés) de la sous-famille des Lesbiinae et de la tribu des Lesbiini.

## Liste des espèces
D'après la classification de référence (version 3.4, 2013) du Congrès ornithologique international, ce genre est constitué des espèces suivantes (par ordre phylogénique) :
- Sephanoides sephaniodes – Colibri du Chili
- Sephanoides fernandensis – Colibri robinson